# Kirguilounga
Kirguilounga est une commune située dans le département de Pella de la province de Boulkiemdé dans la région du Centre-Ouest au Burkina Faso.